# 모리시게 마사토
모리시게 마사토(일본어: 森重 真人, 1987년 5월 21일 ~ )는 일본의 축구 선수로 현재 FC 도쿄에서 센터백으로 활약하고 있으며 2008년 하계 올림픽 국가대표팀 출신이다.

## 구단 경력
그는 2006년부터 J리그의 오이타 트리니타, FC 도쿄에서 뛰었다.

## 국가대표팀 경력
그는 2007년 FIFA U-20 월드컵에 참가할 일본 U-20 국가대표팀에 발탁되었으며, 3경기에 출전했다.
2008년 하계 올림픽에 참가할 일본 U-23 국가대표팀에 발탁되었으며, 3경기에 출전했다.
그는 2013년 EAFF 동아시안컵에 참가할 일본 국가대표팀에 발탁되었으며, 7월 21일 중국와의 경기에서 데뷔, 우승에 기여했다. 2014년 FIFA 월드컵에 1경기에 출전했다. 2015년 AFC 아시안컵, 2015년 EAFF 동아시안컵에도 출전했다. 그는 2017년까지 국제 A매치 통산 41경기에 출전, 2득점을 넣었다.

## 통계

### 구단
2013년 1월 1일 기준
| 클럽            | 시즌      | 리그 | 리그 | 컵   | 컵   | 리그컵 | 리그컵 | AFC  | AFC  | 기타1 | 기타1 | 합계 | 합계 |
| 클럽            | 시즌      | 출전 | 득점 | 출전 | 득점 | 출전   | 득점   | 출전 | 득점 | 출전  | 득점  | 출전 | 득점 |
| --------------- | --------- | ---- | ---- | ---- | ---- | ------ | ------ | ---- | ---- | ----- | ----- | ---- | ---- |
| 오이타 트리니타 | 2006      | 2    | 0    | 0    | 0    | 0      | 0      | -    | -    | -     | -     | 2    | 0    |
| 오이타 트리니타 | 2007      | 20   | 1    | 2    | 1    | 3      | 0      | -    | -    | -     | -     | 25   | 2    |
| 오이타 트리니타 | 2008      | 28   | 3    | 0    | 0    | 7      | 1      | -    | -    | -     | -     | 35   | 4    |
| 오이타 트리니타 | 2009      | 23   | 1    | 0    | 0    | 2      | 0      | -    | -    | 3     | 0     | 28   | 1    |
| 오이타 트리니타 | 합계      | 73   | 5    | 2    | 1    | 12     | 1      | -    | -    | 3     | 0     | 90   | 7    |
| 도쿄            | 2010      | 30   | 3    | 5    | 0    | 8      | 1      | -    | -    | 1     | 0     | 44   | 4    |
| 도쿄            | 2011      | 37   | 6    | 6    | 3    | -      | -      | -    | -    | -     | -     | 43   | 9    |
| 도쿄            | 2012      | 33   | 2    | 1    | 0    | 4      | 0      | 7    | 0    | 1     | 0     | 46   | 2    |
| 도쿄            | 2013      | 27   | 1    | 5    | 0    | 0      | 0      | -    | -    | -     | -     | 32   | 1    |
| 도쿄            | 2014      | 33   | 1    | 3    | 0    | 0      | 0      | -    | -    | -     | -     | 36   | 1    |
| 도쿄            | 합계      | 179  | 14   | 26   | 3    | 12     | 1      | 7    | 0    | 2     | 0     | 221  | 18   |
| 경력 합계       | 경력 합계 | 252  | 19   | 19   | 4    | 24     | 2      | 7    | 0    | 5     | 0     | 311  | 25   |

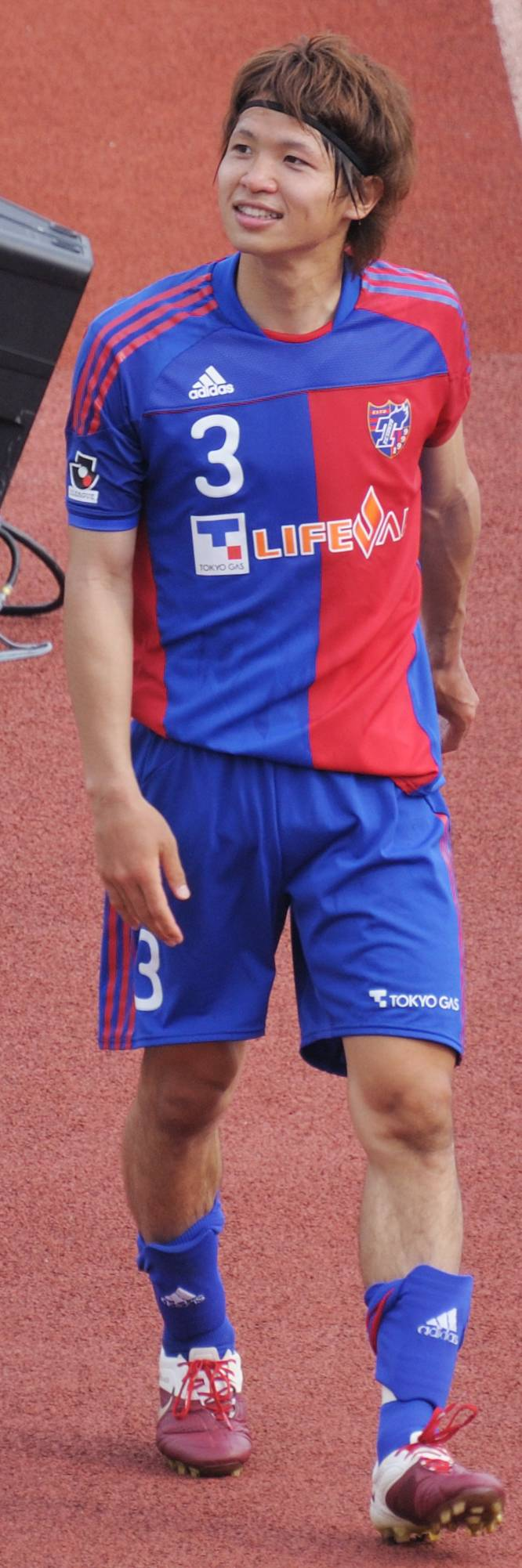

1 팬퍼시픽 챔피언십, J리그컵 / 코파 수다메리카나 챔피언십, 일본 슈퍼컵 포함

### 국가대표팀
| 일본 | 일본 | 일본 |
| 연도 | 출전 | 득점 |
| ---- | ---- | ---- |
| 2013 | 6    | 0    |
| 2014 | 11   | 1    |
| 2015 | 12   | 1    |
| 2016 | 10   | 0    |
| 2017 | 2    | 0    |
| 통산 | 41   | 2    |

### 주요 대회 기록
| 팀        | 대회                               | 연령대 | 출장 | 출장 | 골 | 팀 기록 |
| 팀        | 대회                               | 연령대 | 선발 | 교체 | 골 | 팀 기록 |
| --------- | ---------------------------------- | ------ | ---- | ---- | -- | ------- |
| 일본 U-19 | 2006년 AFC 청소년 축구 선수권 대회 | U-19   | 2    | 2    | 1  | 준우승  |
| 일본 U-20 | 2007년 FIFA U-20 월드컵            | U-20   | 1    | 2    | 0  | 16강    |
| 일본 U-23 | 2008년 하계 올림픽                 | U-23   | 3    | 0    | 0  | 1라운드 |
| 일본      | 2013년 EAFF 동아시안컵             | 성인   | 2    | 0    | 0  | 우승    |
| 일본      | 2015년 EAFF 동아시안컵             | 성인   | 3    | 0    | 0  | 4위     |

## 대회 성적

### 클럽
오이타 트리니타
- J리그컵 : 우승 (2008)

FC 도쿄
- J1리그 : 준우승 (2019), 4위 (2015)
- J2리그 : 우승 (2011)
- J리그컵 : 우승 (2020), 4강 (2012, 2016, 2021)
- 천황배 : 우승 (2011), 4강 (2010, 2013)
- 일본 슈퍼컵 : 준우승 (2012)
- 수루가 뱅크 챔피언십 : 우승 (2010)

### 국가대표팀
일본 U-20
- AFC U-20 아시안컵 : 준우승 (2006)

 일본
- EAFF E-1 풋볼 챔피언십 : 우승 (2013)

### 개인 수상
- J1리그 베스트 11 : 2013, 2014, 2015, 2016, 2019